# ライザ・ダルビー
ライザ・ダルビー（Liza Crihfield Dalby, 1950年 - ）は、アメリカの人類学者・小説家。特に日本文化について研究している。

## 人物・来歴
ニューヨーク州に生まれる。
16歳のときに 源氏物語の英訳版The Tale of Genjiを読み日本文化に関心を抱き、その翌年学生交流プログラムにより来日し佐賀県を訪れ一年間過ごす。
スタンフォード大学の大学院で文化人類学を専攻し、1975年に「日本における芸者制度」の研究のため再び日本を訪れる。
京都では「市菊」という源氏名で芸者となり、芸者社会の風習と生活を実体験する。
1978年に帰国して博士号を取得。その後、シカゴ大学で教えた。
映画「SAYURI」では文化監修を担当。

## 日本語訳
- 『芸者 ライザと先斗町の女たち』入江恭子訳. ティビーエス・ブリタニカ, 1985.12
- 『紫式部物語 その恋と生涯』岡田好惠訳. 光文社, 2000.11 のち光文社文庫